# 8-geranilossipsoralene
L'8-geranilossipsoralene è una sostanza organica appartenente alla famiglia delle furanocumarine, presente in particolare nella buccia di agrumi quali il limone e il lime.